# Bernard Wolf
Bernard Wolf dit Bernie ou Berny Wolf est un dessinateur et animateur américain, né le 18 juillet 1911 à New York et décédé le 7 septembre 2006 à Los Angeles. Il a travaillé entre autres pour les Fleischer Studios, Celebrity Productions et les studios Disney.

## Biographie
En 1931, il est engagé comme animateur par les Fleischer Studios.
En 1934, il rejoint les studios Celebrity Productions puis en 1938 les studios Disney.

## Filmographie
- 1931 : Minding the Baby
- 1932 : Swim or Sink
- 1932 : The Dancing Fool
- 1932 : Oh! How I Hate to Get Up in the Morning
- 1932 : Betty Boop's Bizzy Bee
- 1932 : Betty Boop's Bamboo Isle
- 1932 : Romantic Melodies
- 1932 : Sleepy Time Down South
- 1933 : Betty Boop's Ker-Choo
- 1933 : Betty Boop's Big Boss
- 1933 : Sing, Sisters, Sing!
- 1933 : The Old Man of the Mountain
- 1933 : When Yuba Plays the Rumba on the Tuba
- 1934 : Insultin' the Sultan
- 1934 : Reducing Creme
- 1934 : Cave Man
- 1934 : Aladdin and the Wonderful Lamp
- 1934 : Viva Willie
- 1934 : The King's Tailor
- 1935 : Summertime
- 1935 : The Three Bears, non crédité
- 1935 : Simple Simon, non crédité
- 1936 : Ali Baba, non crédité
- 1936 : Dick Whittington's Cat, non crédité
- 1938 : Les Neveux de Donald (Donald's Nephews)
- 1940 : Pinocchio
- 1940 : Fantasia séquence Symphonie Pastorale
- 1941 : La Poule aux œufs d'or
- 1941 : Le Dragon récalcitrant
- 1941 : Dumbo
- 1980 : Mickey Mouse Disco
- 1990 : Garfield's Feline Fantasies
- 1990 : Les Jetson : le film (Jetsons: The Movie)
- 1989-1990 : Scooby-Doo : Agence Toutou Risques (A Pup Named Scooby-Doo) (réalisateur d'animation) (11 épisodes)